# مانوس: أيادي القدر
مانوس: أيادي القدر (1966) هو فيلم رعب أمريكي مستقل كتبه وأخرجه ومثله هارولد وارين. وهو مذكور على نطاق واسع بكونه واحدا من أسوأ الأفلام على الإطلاق. ظهر الفيلم في المسلسل الكوميدي التلفزيوني مسرح العلوم الغامضة 3000 (MST3K) في عام 1993، وهو برنامج يعتمد على السخرية من أفلام الدرجة الثانية.
تدور قصة الفيلم حول عائلة ضلت طريقها في عطلتها، وتجد نفسها عالقة في بيت تسكنه طائفة وثنية شريرة وتحاول العائلة الهرب منه. وقد اشتهر هذا الفيلم بنواقصه التقنية، ولا سيما في العيوب التحريرية الكثيرة؛ وعدم تزامن المؤثرات الصوتية مع البصرية؛ وإيقاعه الممل، والتمثيل السيئ؛ والمشاهد التي لا يمكن تفسيرها أو المنفصلة من الحبكة الكاملة للفيلم، مثل مشهد عراك زوجات السيد أو مشهد المراهقين في السيارة.
كان هارولد وارين يعمل بائع بوليصات تأمين وبائع أسمدة من إل باسو في غرب تكساس، وقد أنتج الفيلم بعد عقده رهانا مع كاتب السيناريو ستيرلينغ سيليفانت. يلعب وارين دور البطولة، إلى جانب ممثلين مسرحيين محليين. وكان مانوس قد أنتج بشكل مستقل من قبل طاقم لم تكن له خبرة (أو عندهم خبرة ضئيلة) في مجال صناعة الأفلام وبميزانية محدودة للغاية. لقي الفيلم استقبالا سيئا عندما عُرض لأول مرة على المسرح، ولم يعرض إلا على مسرح كابري في إل باسو، وبعض مسارح الهواء الطلق في غرب تكساس ونيو مكسيكو. وظل مجهولا حتى ظهر في مسرح العلوم الغامضة، حيث ظهر في نسختين، أحدهما الأصلية والأخرى خاصة بمسرح العلوم الغامضة. تم العثور على بكرة الفيلم الأصلي قياس 16 مم في كاليفورنيا عام 2011، وأجريت عليها عملية ترميم وتحسين، وأصدرت على نظام بلو راي من قبل شركة سينابس فيلمز في 13 أكتوبر 2015.

## القصة
كانت عائلة مايكل (هال وارين)، والمؤلفة من زوجته مارجريت (ديان ماهري)، وابنته الصغيرة ديبي (جاكي نيمان) وكلبهم بيبي، قد ضلوا الطريق في عطلتهم. رأى مايكل لافتة مكتوب عليها «مأوى الوادي»، ووصل في النهاية إلى بيت يديره رجل يدعى تورغو (جون رينولدز)، الذي يعتني بالبيت «عندما يكون السيد غائبا». وسأله مايكل ومارجريت عن الاتجاه إلى «مأوى الوادي»، فردّ تورغو أنه لا يعرف المكان. طلب مايكل من تورغو أن يقيم هو عائلته الليلة في البيت رغم اعتراض تورغو ومارجريت.
ترى العائلة داخل البيت لوحة مخيفة لرجل شرير المظهر وكلب أسود بعينين متوهجتين؛ وكان الرجل المصور هو السيد. خافت مارجريت بسبب سماعها عواء الحيوانات في الخارج؛ يقوم مايكل بتحري الصوت، وأخذ مصباحا كاشفا ومسدسا من سيارته، واكتشف جثة كلبه بيبي هامدة على الأرض. يظهر تورغو إعجابه بمارجريت ويخبره بأنه ينوى إبقائها معه، رغم أنها ستكون عروسا أخرى السيد. هددت مارجريت بإخبار مايكل عن تحرش تورغو بها، لكن تورغو أقنعها بأنه سيقوم بحمايتها إن لم تقل أي شيء لزوجها.
تختفي ديبي فجأة، ثم تعود ومعها كلب يشبه الكلب في اللوحة. يعثر الولدان على «السيد» (توم نيمان) نائما مع عدة نساء يلبسن ثياب نوم شفافة، واللاتي كن زوجاته. تقرّر العائلة جمع أغراضها والهرب، لكن مايكل يتخلف عنهم، ويباغته تورغو وبضربه وربطه إلى عمود. ويعود السيد فجأة إلى الحياة وتصحو معه زوجاته، ويبدأ نقاش قصير بينهم حول ما ينبغي فعله بالعائلة. يقرر السيد التضحية بمايكل للإله «مانوس» وجعل مارجريت وديبي زوجتين له. يغادر السيد وتبدأ زوجاته في نقاش آخر والذي تحول إلى شجار، وتتصارع النساء على الرمل. يعود السيد وينهي العراك، ويقرر التضحية بتورغو وزوجته الأولى
يقوم السيد بتنويم تورغو مغناطيسيا، ويربط زوجته الأولى إلى عمود لتتم التضحية بها. يأمر السيد زوجاته بقتل تورغو، حيث هاجمته زوجات السيد الأخريات، لكن هذا لم يقتله. واستدعى السيد قوة غامضة، وقطع يد تورغو اليسرى وأحرقها. وهرب تورغو إلى الظلام وهو يلوح بذراعه المحترقة. ويضحك السيد بجنون ويذهب للبحث عن العائلة ليضحي بزوجته الأولى بعد ذلك.
يفك مايكل قيده ويهرب مع عائلته، ثم يعودون إلى بيت السيد، حيث يواجههم هناك. ويطلق مايكل عدة طلقات إلى وجه السيد في مدى قريب، لكنها لم تؤثر فيه. وتبهت الشاشة إلى اللون الأسود.
بعد مرور فترة لم تحدد من الوقت، يظهر مايكل وهو مسلوب العقل في مكان تورغو، وهو يحيي مسافرتين ضلتا الطريق في المطر. مارجريت وديبي أصبحتا من زوجات السيد. ينتهي الفيلم بجملة مايكل، «أعتني بالمكان بينما السيد غائب». ثم يبدأ عرض أسماء الطاقم في النهاية ثم تنتهي بكلمة «النهاية؟».

## توزيع الأدوار
- هارولد وارين – مايكل
- ديان ماهري – مارجريت
- جاكي نيمان – ديبي
- جون رينولدز – تورغو
- توم نيمان – السيد
- ستيفاني نيلسون، شيري بروكتر، روبين ريد، جاي هول، بيتي برنز، ليلاني هانسارد – زوجات السيد
- بيرني روزنبلوم – المراهق
- جويس مولور – المراهقة
- وليام بريان جيننغز، جورج كافندر – الشرطة
- بات كوبرن، بات سوليفان – المرأتان في السيارة المكشوفة

## الإنتاج
كان وارين معروفا في الوسط المسرحي في إل باسو، وظهر مرة في دور بسيط بدون كلام في المسلسل التلفزيوني الطريق 66، حيث قابل كاتب السيناريو ستيرلنغ سيليفانت، والذي ربح لاحقا جائزة الأوسكار عن نص فيلم في دفء الليل عام 1967. تحدث وارين مع سيليفانت في مقهى محلي، وقال بأن إنتاج أفلام الرعب ليس صعبا، وراهن سيليفانت بأنه سيتمكن أن إنتاج فيلم كامل وحده. بعد عقد الرهان، بدأ وارين بوضع الخلاصة الأولى لنصه على منديل داخل المقهى. جمع وارين مبلغا كبيرا لكي يمول الفيلم، ولكن مع هذا لم يكن كافيا، ويقال أن المبلغ كان 19,000 دولار (128,582 دولار في عام 2011)، وعين مجموعة من الممثلين من مسرح محلي ووكالة عارضات. لم يكن قادرا على دفع أجور الطاقم والممثلين، ووعدهم بحصة من أرباح الفيلم 
كان العنوان في البداية هو مأوى الذنوب The Lodge of Sins، وصور الفيلم في أواسط العام 1966. وتم التصوير بشكل رئيسي على مزرعة كولبرت كالدويل، وهو قاضي سابق من مقاطعة أل باسو. تم تأجير أغلب الأجهزة المستخدمة في الإنتاج، لذا كان على وارين أن يسرع بأخذ اللقطات بقدر ما أمكنه لإكمال التصوير قبل الموعد النهائي لإرجاع الأجهزة. تم تصوير الفيلم بآلة تصوير قياس 16 مليمتر من طراز بيل أند هاول والتي تتم تعبئتها باليد، وهكذا أمكنهم فقط أخذ 32 ثانية فقط عن كل لقطة من الفيلم. وهو ما فسر الكثير من مشاكل التحرير الموجودة في النسخة النهائية. كانت آلة التصوير عاجزة عن التسجيل ثنائي النظام، وهكذا فقد تم تسجيل كل المؤثرات الصوتية والحوارات لاحقا بعد الإنتاج، وتم هذا عن طريق ثلاثة أو أربعة أشخاص فقط حسب ما يقال، منهم ذلك وارين ونيمان وديان ماهري. بدل وارين اسم الفيلم لاحقا إلى «مانوس: أيادي القدر». وكما قيل، فإن طاقم وارين الصغير انزعج من عدم براعته وسرعة غضبه فسخروا من الفيلم وسموه «مانجوس: علب الفاكهة» من وراء ظهره.
اتصل وارين بوكالة عارضات ليلعبن دور زوجات السيد. ولكن كسرت إحدى العارضات ساقها في بداية الإنتاج. أعاد وارين كتابة دورها بأن تكون في السيارة مع بيرني روزنبلوم، وهو أحد الفنيين في الفيلم، ذلك آن وكالة العارضات كانت ستقاضيه إن تم طردها. يظهر الحبيبان في بداية الفيلم حيث تمر بالشخصيات الرئيسية بهما عبر صحراء تكساس. يظهر الحبيبان طوال الفيلم رغم رجال الشرطة يأمرونهم بالرحيل في بداية الفيلم. تم انتقاد الفيلم لإدراجه تلك الشخصيات التي لم تكن لها علاقة بقصة الفيلم الرئيسية.
لبس جون رينولدز كعدة معدنية تحت سرواله ليصور شخصية ساتير (إنسان بأرجل ماعز)، وكانت العدة مكونة من أسلاك معدنية ولباد، وكانت من صنع زميله في الفيلم توم نيمان. لكن رينولدز لبس العدة بالعكس عن غير قصد، مما جعل مظهره يبدو كرجل ذو ركبتين كبيرتين ويعاني صعوبة في المشي. كان يجب أيضا أن تظهر حوافر كجزء من بدلة رينولدز، لكنه بدلا من هذا يظهر وهو يرتدي جزمة في عدة مشاهد. بأية حال، فلم يشر حوار الفيلم أبدا إلى طبيعة تورغو، ولا يبدو أحدا لاحظ أي شيء غريب حول مظهره.شيع أن العدة أتلفت صابونة ركبتيه وسببت له ألما مزمنا في الشهور التي سبقت موته، وأنه حاول التغلب على الألم بمعالجة نفسه بالعقاقير، ما أثر على أدائه في الفيلم بشكل واضح. كما يقال أيضا أن رينولدز كان مدمنا أصلا على عقار إل إس دي، وهو ما قد يفسر تصرفاته. لم تثبت كلا النظريتين. انتحر رينولدز بأن أطلق النار على رأسه ببندقية في 16 أكتوبر 1966، قبل شهر من عرض الفيلم .
قرر وارين تصوير المشاهد في الليل لأن الممثلين والطاقم كانوا يعملون في وظائف نهارية. وفي العديد من المشاهد الليلية، جذبت آلة التصوير والأضواء أسراب العث والتي تظهر واضحة في الفيلم. وفي إحدى المشاهد، تتحرى الشرطة إطلاق النار من مسدس مايك، ثم خرجا من السيارة وتقدما بضعة أمتار فقط للأمام، ثم قررا تجاهل الأمر والرحيل. كان سبب ذلك أنه لم تتتوفر إضاءة كافية لتنير المشهد لتصوير لقطة مستديرة.
لم تبذل جهود كبيرة بعد الإنتاج لتصحيح الفيلم رغم وعود وارين بأن كل مشاكل الفيلم ستعدل في المونتاج. أحد أبرز الأمثلة في بداية الفيلم والتي تظهر فيها لوحة التصوير لوهلة قصيرة بعد بداية مشهد المراهقين. كان وارين ينوي أيضا إدخال الشارة الافتتاحية وأسماء الممثلين في بداية الفيلم، ولكن هذه الفقرة كانت فارغة ولم يظهر فيها إلا البطل وهو يقود السيارة طوال أربعة دقائق، حيث إما أن وارين نسي إضافتها أو لم يكن قادرا على ذلك.

## استقبال الفيلم
عرض الفيلم في مسرح كابري في مدينة إل باسو في 15 نوفمبر 1966، وذلك ضمن حفل خيري لمرضى الشلل الدماغي. وجهز وارين كشافات موضعية لتستعمل في السينما، وأجر ليموزين للممثلين الذين سيحضرون ليلة الافتتاح، لكي يخلق إحساسا هوليوديا للحدث. ولم يتمكن وارين إلا من تأجير ليموزين واحدة فقط، ولذا كان على السائق أن يوصل مجموعة واحدة، ثم يدور حول المبنى ويأخذ مجموعة أخرى. وحضرت ليلة الافتتاح مجموعة من وجهاء المنطقة، منهم رئيس البلدية ومأمور الشرطة المحلي. بعد بداية الفيلم بقليل، بدأ الجمهور بالسخرية من رداءة الفيلم وحواره الممل. خرج وارين وبقية الممثلين بسرعة بعد إحساسهم بالإهانة. وانتهى الفيلم بأن رمى الجمهور أحذيتهم نحو الشاشة. في اليوم التالي، عرض نقد للفيلم في أل باسو هيرالد بوست، والتي وصفت الفيلم بأنه «تجربة شجاعة»، بالرغم من أنه انتقد بعض العناصر مثل محاولة قتل تورغو «بتدليكه حتى الموت» من قبل زوجات السيد، وإدعاء مارجريت بأن «الظلام حل»، بينما تقف أمام شمس الظهيرة. إلا أن التقييم أشاد بدور رينولدز واعتبره بطل الفيلم.
بعد ليلة الافتتاح، قال وارين بأنه أحس أن مانوس كان أسوأ فيلم أنتج على الإطلاق، ولكنه كان فخورا به، واقترح بأنه يجعله فيلما كوميديا إذا ما أعاد دبلجته. وزع الفيلم سريعا من قبل شركة إيمرسن للنشر، وتم عرضه لفترة قصيرة على مسرح كابري، إضافة إلى بضعة عروض في مسارح الهواء الطلق في عدة بلدات في غرب تكساس ونيو مكسيكو، ومنها لاس كروسيس. ويقال بأن الوحيدين من كل الطاقم اللذان تلقا أجرا عن الفيلم كانا جاكي نيمان وكلب عائلتها، حيث حصلت الفتاة على دراجة جديدة ونال الكلب كمية كبيرة من أكل الكلاب، مما يشير أن الفيلم أخفق في موازنة خسائره حتى بميزانيته المنخفضة جدا. أرباح شباك التذاكر الرسمية للفيلم مجهولة إلى الآن، إن وجدت في الحقيقة. وبالرغم من أن الفيلم استقبل بشكل سيئ، فقد ربح وارين رهانه ضد ستيرلنغ سيليفانت، فقد أثبت بأنه كان قادرا على إنتاج فيلم كامل لوحده.
أغلبية الممثلين والطاقم لم يظهروا في أي فيلم آخر بعد مانوس. بدأت ديان ماهري بالعمل في مجال عرض الأزياء باسم ديان أديلسون. حاول هارولد وارين الترويج لنص آخر من تأليفه وسماه «دراجو الصحراء الجامحين»، ولكن لم يبدِ أحد اهتمامه بإنتاج الفيلم بعد فشل مانوس. وحاول تحويل النص السينمائي إلى رواية ولم ينجح في هذا.

### نسيان الفيلم
بعد هذه العروض المحلية القليلة، أصبح مانوس منسيا تماما. عندما دخلت جاكي نيمان جامعة بركلي، قام أصدقاؤها بالبحث عن نسخة من الفيلم دون نجاح. وفي مقالة في صحيفة من العام 1981 بقلم طليقة المصور السينمائي بوب غيدري  قالت أن الفيلم قد ظهر على محطة تلفزيونية محلية، وبأنه «أدرج في أسفل صفحة في دليل لإيجار الأفلام بعشرين دولارا». ظهر الفيلم مجددا على السطح في بكرة فيلم 16 مليمتر، ويحتمل أنه من عثر عليه من مجموعة التلفزيون هذه، والتي قدمته إلى سوق جامعي الفيديو المنزلي من قبل عدد من موزعي أفلام الملكية العامة. أحد هؤلاء الموزعين عرض الفيلم في النهاية إلى كوميدي سنترال، ثم شق الفيلم طريقه إلى صندوق الأفلام الذي أرسل إلى المقدم فرانك كونيف في عام 1992، واختاره ليتم عرضه على مسرح العلوم الغامضة 3000..

### مسرح العلوم الغامضة 3000
عرض الفيلم في الحلقة الأخيرة من الموسم الرابع من مسرح العلوم الغامضة 3000 (MST3K) في 30 يناير 1993، وقد سبقه النصف الثاني من فيلم شيفروليه التدريبي القصير Hired!، وخلال الاستراحة كان المقدم جويل روبنسون وشخصيات «الروبوت» يهزؤون بمقدمة الفيلم شبه الفارغة (حيث احتوت عدة دقائق على البطل وهو يقود السيارة فقط)، تناقشوا حول ماهية شخصية تورغو وإن كان وحشا أم لا، وقلدوا «السيد» وكلبه. وبعد نهاية الفيلم، ظهر تشخيص لتورغو، ولعب دوره مايك نيلسن، وقد ظهر في عرين الدكتور كلايتن فوريستر وتي في فرانك وهو يسلم البيتزا. وظهرت شخصية تورغو في أربع حلقات أخرى من المسلسل. وظهرت شخصيات المسلسل وهي تعتذر لعرضها الفيلم، واعترفت أنه جهنمي ويتجاوز حدود المعقول.
خلال جلسة الاستفسارات في معرض كومك-كون الدولي في سان دييغو عام 2008، سؤل فريق ممثلي وكتاب مسرح العلوم الغامضة عن أي فيلم اعتبروه أسوأ من مانوس، فاستشهد الكثيرون الفيلم العروس الصغيرة.
وصفت مجلة إنترتينمنت ويكلي حلقة «مانوس» بأنها إحدى أفضل حلقات المسلسل. كما أعطى موقع تي في دوت كوم الحلقة 9.6 درجات من 10، بينما أعطتها عدة صفحات منفصلة على موقع الطماطم الفاسدة 80% طازجة.

### الشعبية
أصدر مسرح العلوم الغامضة حلقة الفيلم على دي في دي خاص به عام 2001، وفي «مجموعة مسرح العلوم الغامضة 3000» عام 2004. وتم إصدار دي في دي للنسخة الأصلية للفيلم أيضا عبر شركة ألفا فيديو،  والتي أصدرت النسخ الأصلية لأفلام البرنامج الأخرى مثل «المراهقون من الفضاء الخارجي» و«إيغاه». افترضت لوس أنجلوس تايمز، في محاولة منها لتفسير جاذبية الفيلم، «بعد فحص مانوس للمرة العاشرة، فإننا نستنتج بأنه أمر يتعلق بالألفة. فهو شريحة صافية من عقل وارين — فقد كتب وأخرج أنتج ومثل دون أي تعاون —فهو يمثل اللاوعي السينمائي المتشكل للرجل». وقد فسره بوبي تومبسون باختصار أكثر: «هو مثل حطام حادث قطار؛ لا يمكنك رفع عينيك عنه»
حاليا يحمل مانوس تقدير 7% على موقع الطماطم الفاسدة من بين 14 تقييم. يضع كتاب «قائمة أهم مطلوبي هوليوود» الفيلم في المرتبة الثانية على قائمة «أسوأ الأفلام على الإطلاق»، بعد «الخطة 9 من الفضاء الخارجي». في عدد 10 يونيو 2005 من إنترتينمنت ويكلي هناك مقالة معمقة وصفت مانوس بأنه «أسوء الأفلام على الإطلاق». وأيضا هناك المشهد الذي تظهر فيه ديبي بزي أحد زوجات السيد حيث جذب انتباه المراقبين أيضا بسبب تميحات التحرش بالأطفال. لاحقا أدرج طاقم مسرح العلوم الغامضة 3000 المشهد في قائمة أكثر المشاهد التي رأوها إثارة للاشمئزاز.
تم اقتباس الفيلم في أربع كوميديات مسرحية. أولها من إنتاج شركة لاست رايتس في بورتلاند، أوريغون في أوائل العام 2006. وثانيها مسرحية موسيقية بعنوان «مانوس: أوبرا روك القدر» عن طريق شركة مسرح نيو ميلينيوم، وافتتحت في شيكاغو في أكتوبر 2007. وثالثها مسرحية دمى موسيقية بعنوان «مانوس: أيادي اللباد»، وأدتها مجموعة بابيت ذيس في سياتل في أبريل 2011. وعرضت مجددا في أبريل 2013 وأصدرت على دي في دي. أما الرابعة فعرضت في بورتلاند في أبريل 2013.
في نوفمبر 2008 تم إصدار فيلم وثائقي طوله 27 دقيقة حول مانوس على دي في دي بعنوان «فندق تورغو».

## الترميم
في عام 2011، عثر على طبعة الفيلم الأصلية لآلة التصوير 16 مليمتر لفيلم «مانوس: أيادي القدر» ضمن مجموعة أفلام 16 مليمتر من قبل بين سولوفي، وهو خريج مدرسة أفلام من فلوريدا. وأعلن سولوفي عن نيته ترميم الفيلم وإصداره بدقة عالية عن طريق الشعاع الأزرق. والعمل الموجود حاليا على الأقراص المدمجة هو نسخة رقمية لطراز 35 مليمتر من نسخة مكبرة من ووركبرينت 16 مليمتر. موّل سولوفي إنتاج الفيلم عن طريق جمع التبرعات على موقع كيكستارتر، وجمع 48,000 دولار (نحو خمسة أضعاف الهدف الأصلي). تم عرض النسخة الجاهزة بنسبة 90% في مسرح بلازا في إل باسو، وهو ليس ببعيد عن مكان العرض الأول في عام 1966. أصدرت النسخة المحسنة الكاملة على صيغة بلو راي في 13 أكتوبر 2015.

### حقوق النشر
يعتقد أن الفيلم دخل في إطار الملكية العامة فور صدوره لأن المخرج هارولد وارين لم يضع رمز حقوق نشر صالح على الفيلم، وهو ما لم يضعها في إطار حقوق النشر داخل الولايات المتحدة في ذلك الوقت، وهو ما حدث مع أفلام أخرى مثل الأحجية وليلة الموتى الأحياء. قرر جو وارين، ابن هارولد، أن يبحث عن أي دليل على وقوع الفيلم ضمن إطار الملكية العامة، واكتشف في عام 2013 أن سيناريو الفيلم مسجل في سجل حقوق النشر في مكتبة الكونغرس، ويرى أن الحقوق تنطبق على الفيلم أيضا. لا توجد سابقة قانونية بشأن هذا الأمر، وبهذا فإن وضع الفيلم القانوني غير محدد. قام سولوفي بتأمين حقوق النشر على نسخته المحسنة، ويرى وارين أن أن هذا الحق لا يمكن تطبيقه، على أنه لم يتخذ إجراء قانونيا ضد سولوفي. على أن وارين تمكن من تسجيل عنوان الفيلم كعلامة مسجلة، ما قد يؤثر على أعمال المعجبين الفنية في حالة ما وافق عليه مكتب براءات الاختراع والعلامات المسجلة.

## التكملات

### مانوس: البحث عن مأوى الوادي
في عام 2010، قام الكاتب والمخرج روبرت تالبوت مونش الابن بالعمل على فيلم «مانوس: البحث عن مأوى الوادي» (بالإنجليزية: Manos: The Search for Valley Lodge)‏. اشترك في التصوير عدد من أبطال الفيلم الأصليين مثل توم نيمان وابنته جاكي نيمان وديان ماهري، كما اشترك نجم المصارعة جين سنيسكي والمصارعة ماريا كانليس ونجم الفنون المختلطة ريان جيمو. فيما قام مونش بلعب دور تورغو.
تركت جاكي نيمان المشروع بعد خلافات مع المخرج، وأعلن أن المشروع تم إلغاؤه في نهاية عام 2014.

### مانوس: صعود تورغو
في عام 2013، تم وضع مشروع لفيلم يروي الأحداث السابقة للفيلم بعنوان «مانوس: صعود تورغو» (بالإنجليزية: Manos: The Rise of Torgo)‏. أعلن أن ديفد روي سيتولى الإخراج، أن جاكي نيمان ستمثل دور الإله مانوس. وحتى نوفمبر 2016، فإن المشروع في المراحل الأخيرة من مرحة ما بعد الإنتاج.

### مانوس يعود
بدأت جاكي نيمان، التي لعبت دور الطفلة ديبي في الفيلم الأصلي، حملة على موقع كيكستارتر في فبراير 2016 لعمل تتمة بعنوان «مانوس يعود» (بالإنجليزية: Manos Returns)‏. قالت جاكي أن الفيلم ليس إعادة إنتاج لمانوس، بل يجري في نفس مسار القصة، ووصفت المشروع بأنه مرعب ومخيف معا.
وصلت التبرعات الهدف المنشود وهو 24,000 دولار في 24 فبراير 2016، وبدأ التصوير بعدها بوقت قصير. الفيلم من بطولة جاكي نيمان وأبيها توم، وكلاهما أعادا أدوارهما السابقة في الفيلم. تم تصوير الفيلم في غرب أوريغون بإشراف المخرج تونجيا أتوميك، وكان من المخطط إصداره في 15 نوفمبر 2016، في الذكرى الخمسين للعرض الأول للفيلم الأصلي. ولكن تعطل الإصدار قبل ثلاثة أيام من الموعد بعد موت توم نيمان بعمر الثمانين.

## وصلات خارجية
- مانوس: أيادي القدر على موقع IMDb (الإنجليزية)
- مانوس: أيادي القدر على موقع روتن توميتوز (الإنجليزية)
- مانوس: أيادي القدر على موقع ألو سيني (الفرنسية)
- مانوس: أيادي القدر على موقع Turner Classic Movies (الإنجليزية)
- مانوس: أيادي القدر على موقع أول موفي (الإنجليزية)
- مانوس: أيادي القدر على موقع فيلمافينيتي (الإسبانية)
- مانوس: أيادي القدر على موقع قاعدة بيانات الفيلم (الإنجليزية)
- مانوس: أيادي القدر على موقع ليتربوكسد (الإنجليزية)
- مانوس: أيادي القدر على موقع كينوبويسك (الروسية)
- Manos: The Hands of Fate متوفر للتحميل المجاني على أرشيف الإنترنت
- مانوس: أيادي القدر متوفر للتحميل المجاني على أرشيف الإنترنت
- Manos: The Hands of Fate - The Deuce

### وصلات معرض العلوم الغامضة
- Episode Guide: 424- “Manos” The Hands of Fate (with short: